# Justiční palác (Bratislava)
Justiční palác je komplex v Bratislavě na Zahradnické ulici, ve kterém sídlí (l) krajský soud, věznice a státní zastupitelství. Autory projektu budovy jsou slovenští architekti Alexander Skutecký a Vojtech Hollesch.
O jeho výstavbě bylo rozhodnuto v 20. letech 20. století, protože stará věznice z roku 1844 stále chátrala. Výstavba začala 29. prosince 1930, výstavba věznice se však zpozdila. Do užívání pro účely vyšetřovací vazby byla předána v prosinci 1936, pro účely zadržených a obviněných osob 15. ledna 1937.
Věznice byla postavena podle Pensylvánské-panoptického vzoru, co znamená, že chodby na její všech třech patrech jsou orientovány z kruhové centrály paprskovitě do kříže k celám. Původně měla kapacitu 300 osob, dnes je to 644 osob.

## Architektura
Symetrická monumentální stavba má tři přibližně stejně dlouhé dvojtraktová křídla. Před hlavním křídlem je předsazený mohutný rizalit, ve kterém jsou umístěny centrálně vstupní prostory a jednací síně. Do nádvoří je vsazena budova věznice ve tvaru kříže s trojtraktovými rameny. Součástí bočních křídel paláce jsou i dvě obytné budovy. Monumentalizmus v duchu dobových klasicistních tendencí se kromě půdorysu projevuje i na ztvárnění fasád s průběžnými meziokenními pilíři, římsami a vysokým soklem obloženým travertinem. Stavba je typickým příkladem architektury tradičně chápaných veřejných institucí.